# Закатный стриптиз
«Закатный стриптиз» (англ. Sunset Strip) — американский эротический кинофильм 1993 года, снятый режиссёром Полом Волком. Премьера в США состоялась 7 сентября 1993 года. 10 июня 2003 года был выпущен на DVD.

## Сюжет
Начинающая стриптизёрша Хизер стеснялась показывать своё тело на публике. Долгие тренировки в уединении в итоге привели к тому, что она поразила своим танцем не только посетителей ночного клуба, но и самого владельца.

## В ролях
| Актёр               | Роль     |
| ------------------- | -------- |
| Джефф Конауэй       | Тони     |
| Мишель Формэн       | Хизер    |
| Кэмерон Оппенхаймер | Кристал  |
| Триша Джиаллилла    | Берн     |
| Мишель Клуни        | Джоси    |
| Лори Джо Хендрикс   | Тэмми    |
| Шелли Мишель        | Вероника |
| Роберт Бил          | Майкл    |
| Пол Бонд            | Дэвид    |
| Тим Абель           | Джерри   |
| Барри Донован       | Митч     |
| Хелен Коста         | Ева      |
| Джефф Миллер        | Джимми   |
| Бриджит Батлер      | Кэндис   |